# Người Dukha

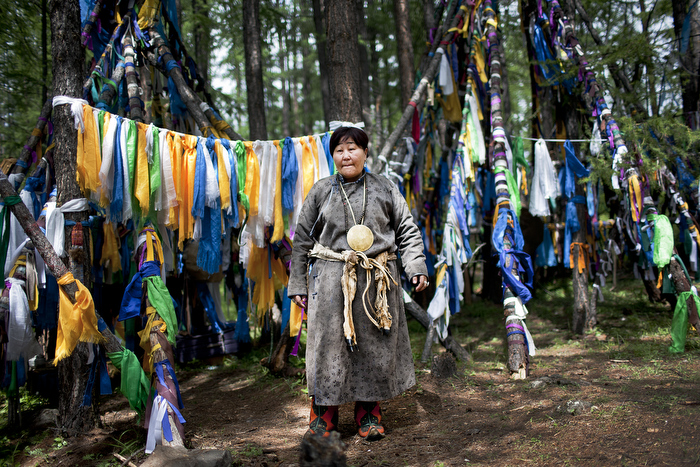
Một phụ nữ người Dukha với các vật dụng từ tuần lộc

Người Dukha (tiếng Mông Cổ: Цаатан, Tsaatan) là một nhóm nhỏ người Tuva (Tozhu Tuva) thuộc nhóm người Thổ (Turkic) và là cộng đồng chăn nuôi tuần lộc sống ở vùng Đông Bắc tỉnh Khövsgöl của Mông Cổ. Đây là bộ lạc du mục chăn nuôi tuần lộc và đi săn trong những cánh rừng tại dãy núi Sayan hiểm trở vùng biên giới Mông Cổ-Nga. Đây là một trong những bộ tộc du mục cuối cùng và là bộ lạc chăn nuôi tuần lộc di cư cuối cùng ở Mông Cổ, bộ tộc này ước tính chỉ còn lại khoảng 200-400 người và số tuần lộc cũng đã giảm đi rất nhiều.

## Đời sống
Bộ tộc chăn tuần lộc ở Mông Cổ Tsaatan là sống ở những vùng núi tuyết giá lạnh với điều kiện sinh hoạt hết sức nghèo nàn và cách biệt với cuộc sống hiện đại ở vùng cực bắc của Mông Cổ, nơi nhiệt độ có lúc giảm xuống -50 độ C, nơi xa xôi hẻo lánh, nhưng là một phần đặc biệt của thế giới. Vùng đất ấy có những cánh rừng bạt ngàn phủ đầy băng tuyết, những đàn sói hoang dã ban đêm vẫn hú lên tiếng vọng gọi bầy, những cung đường xóc, bùn lầy và sa mạc chỉ có thể vượt qua bằng ngựa, người Dukha đã chăn nuôi và thuần hóa tuần lộc không phải chỉ là thói quen mà đã trở thành truyền thống, một nét văn hóa độc đáo tượng trưng cho người Dukha.
Sống du mục quanh năm, những người Dukha có thể chịu đựng thời tiết lạnh giá lạnh trong rừng. Cả bộ lạc nay chỉ còn 200-400 người với nguồn thu nhập chính đến từ du lịch. Họ bán đồ thủ công hay cho thuê cưỡi tuần lộc. Cuộc sống du mục luôn di chuyển và thời tiết lạnh giá khiến tộc người này khó có thể trồng trọt hay kiếm được nguồn thực phẩm nào khác nên hầu như mọi thứ đều trông chờ vào đàn tuần lộc, họ chăn nuôi chúng để lấy sữa, pho mát và thịt làm thực phẩm, dùng chúng làm phương tiện đi lại, di chuyển hoặc trao đổi lương thực với nhau.
Thức ăn chủ yếu của người Dukha là sữa, thịt tuần lộc và các món bánh từ bột mì. Cuộc sống du mục luôn di chuyển cùng khí hậu lạnh giá khiến họ khó có thể trồng trọt hay kiếm được nguồn thực phẩm nào khác. Do quá phụ thuộc vào động vật này, cuộc sống của người Dukha cũng đang bị đe dọa khi số lượng tuần lộc ngày một giảm đi, sự tồn tại của họ đang bị đe dọa bởi sự suy giảm của số tuần lộc thuần chủng, hiện nay chỉ có khoảng 40 gia đình tiếp tục truyền thống này như một quần thể chăn tuần lộc thu nhỏ. 

## Kinh tế
Công việc chính hằng ngày của người Dukha là chăn nuôi tuần lộc. Họ chăn nuôi tuần lộc và sống trong những chiếc lều dựng tạm trên tuyết, nguồn thực phẩm chính của người Dukha lại đến từ việc săn thú rừng và uống sữa tuần lộc. Một số người Tsaatan nuôi tuần lộc để lấy sữa, pho mát và làm phương tiện đi lại mà không lấy thịt của chúng, họ cũng dùng phân tuần lộc để nhóm lò Họ chăn nuôi tuần lộc, sống cuộc sống du mục bên đàn gia súc, ăn bánh mì khô, uống sữa tuần lộc, sống và ngủ trong những chiếc lều dựng tạm trên tuyết. Người Tsaatan thường chăn tuần lộc theo hình thức du mục ở các khu rừng tuyết có nhiệt độ lên tới -50 độ C, tại rừng taiga, họ vẫn tiếp tục chăn thả hàng trăm con tuần lộc trên những khu đất trống.
Không chỉ chăn nuôi tuần lộc, người Dukha còn kiếm sống nhờ vào việc săn bắt thú rừng như nai sừng tấm hay hươu đỏ để lấy thịt và da, sau đó đem đi bán. Người Dukha vẫn thường xuyên sinh sống, săn bắn trong khu rừng mà họ tin là nơi trú ngụ của các thế lực siêu nhiên, dân địa phương săn lùng các loài như nai sừng tấm và hươu đỏ cho thị trường Trung Quốc, khiến số lượng động vật suy giảm trầm trọng họ còn kiếm thêm thu nhập nhờ việc săn bắt các loài động vật hoang dã như nai sừng tấm, hươu đỏ và hươu xạ trong rừng, để lấy da và thịt đem bán, việc săn bắt của người Dukha đã có sự giới hạn khi lệnh cấm săn bắt các loại thú rừng để bảo vệ thiên nhiên do những quy định về hạn ngạch săn bắt từ thời Liên Xô (cũ) nhằm bảo đảm duy trì số lượng động vật hoang dã bị hủy bỏ, nên việc săn bắt trở nên quá mức gây ra những hậu quả nghiêm trọng cho thiên nhiên.

## Tương lai
Cuộc sống hiện đại cùng nỗ lực bảo tồn hệ sinh thái của chính phủ Mông Cổ khiến tộc người chăn tuần lộc Dukha lạc hướng trong cố gắng duy trì truyền thống dân tộc. Cả thảy 280 người Dukha trong 59 hộ gia đình đang phải đối mặt với nguy cơ đánh mất bản sắc khi lệnh bảo tồn do chính phủ ban hành cấm mọi hành vi săn bắn trái phép trên vùng đất truyền thống của họ. Năm 2012, chính phủ Mông Cổ chỉ định phần lớn đất của người Dukha là một phần của dự án công viên quốc gia nhằm bảo vệ hệ sinh thái bị tàn phá trong nhiều thập niên trước. Chính phủ đang trợ cấp hàng tháng cho người chăn tuần lộc để đền bù cho lệnh cấm săn bắt
Chính phủ Mông Cổ quyết định bổ sung một phần lớn diện tích đất ở phía Bắc đất nước vào khu vực được bảo tồn nhằm bảo vệ hệ sinh thái Mông Cổ bị tàn phá nặng nề trong nhiều năm trước. Điều đó đồng nghĩa với việc cấm săn bắn, chăn nuôi. Trong khi đó, nguồn thực phẩm chính của người Dukha lại đến từ việc săn thú rừng và uống sữa tuần lộc. Chính phủ đã trích một khoản tiền để trả cho các gia đình bị ảnh hưởng. Các gia đình này sử dụng số tiền đó để chuyển đến các ngôi làng, nơi con em họ được đi học, có bệnh viện, đường xá và chấm dứt cuộc sống du mục với đàn tuần lộc và những túp lều trong rừng. Nhiều gia đình đã chuyển đến sống định cư tại một số ngôi làng có trường học, bệnh viện và cho con cái đi học. 